# Les Allumés de Beverly Hills
Pour plus de détails, voir Fiche technique et Distribution.
Les Allumés de Beverly Hills ou Les péquenots de Beverly Hills au Québec (The Beverly Hillbillies) est un film américain réalisé en 1993 par Penelope Spheeris et produit par Ian Bryce. Il s'agit de l'adaptation cinématographique de la série à succès des années 1960 The Beverly Hillbillies.

## Synopsis
Jed Clampett, patriarche d'une famille paysanne de l'Arkansas, découvre par accident, d'un coup de fusil, un fabuleux gisement de pétrole et se retrouve milliardaire. Il décide alors de s'installer avec toute sa petite famille à Beverly Hills. Mais sa fortune suscite bien des convoitises…

## Fiche technique
- Titre : Les Allumés de Beverly Hills
- Titre original : The Beverly Hillbillies
- Réalisation : Penelope Spheeris
- Scénario : Paul Henning, Lawrence Konner, Mark Rosenthal, Jim Fisher et Jim Staahl
- Musique : Lalo Schifrin
- Photographie : Robert Brinkmann
- Montage : Ross Albert
- Production : Ian Bryce et Penelope Spheeris
- Société de production : 20th Century Fox
- Société de distribution : 20th Century Fox
- Pays :  États-Unis
- Genre : Comédie
- Durée : 92 minutes
- Dates de sortie : 
  - États-Unis : 15 octobre 1993
  - France : 6 juillet 1994

## Distribution
- Jim Varney (VF : Bernard Woringer) : Jed Clampett
- Erika Eleniak (VF : Françoise Dasque) : Elly May Clampett
- Diedrich Bader (VF : Jérôme Berthoud) : Jethro Bodine / Jethrine Bodine
- Dabney Coleman (VF : Pierre Baton) : Milburn Drisdale
- Lily Tomlin (VF : Josiane Pinson) : Jane Hattaway
- Lea Thompson (VF : Virginie Ogouz) : Laura Jackson
- Cloris Leachman (VF : Évelyne Grandjean) : Mémé
- Rob Schneider (VF : Éric Etcheverry) : Woodrow Tyler
- Kevin Connolly (VF : Cédric Dumond) : Morgan Drysdale
- Penny Fuller : Margaret Drysdale
- Dolly Parton : Elle-même